# Ривкин, Нета
Нета Ривкин (ивр. נטע ריבקין‎, родилась 19 июня 1991 года в Петах-Тикве) — израильская гимнастка (художественная гимнастика), трижды участница Олимпийских игр от Израиля; серебряный призёр чемпионата Европы 2011 года и бронзовый призёр чемпионата мира 2011 года, дважды серебряная медалистка финала Гран-при по художественной гимнастике 2014 года.

## Семья
Родители Неты иммигрировали из Ленинграда в Израиль в 1991 году, отец — тренер по баскетболу. Нета свободно владеет русским языком и регулярно даёт интервью русскоязычным СМИ.

## Начало карьеры
Тренером Неты стала Элла Самофалов. В 2008 году в интервью Нета сказала, что занималась с шести лет спортивной гимнастикой и практически не имела времени на развлечения.

### 2008
Дебют Неты пришёлся на Олимпийские игры 2008 года, где она заняла 14-е место в квалификации. На тот момент Нете было 17 лет, и она была самой юной спортсменкой в составе израильской олимпийской сборной.

### 2011
В мае 2011 года Нета завоевала первую личную награду — серебряную медаль чемпионата Европы в Минске в упражнениях с обручем. Также она завоевала серебряную медаль в упражнениях с булавами, уступив белорусской гимнастке Любови Черкашиной. В том же году 20-летняя Нета завоевала бронзовую медаль чемпионата мира в Монпелье в упражнениях с обручем — первую медаль Израиля на чемпионатах мира по художественной гимнастике. Выше неё оказались россиянки Евгения Канаева и Дарья Кондакова.
Ривкин в интервью прессе сказала, что благодаря этому успеху её желание принести больше успеха и славы Израилю в спорте только усилилось. По итогам сезона Кубка мира 2011 года Нета заняла 11-е место.

### 2012
В 2012 году Нета завоевала серебряную медаль этапа Кубка мира в Ташкенте в многоборье, а также выступила на Олимпиаде в Лондоне: она вышла в финал и заняла там 7-е место. Нету удостоили честь нести флаг Израиля на церемонии закрытия Олимпиады. В том же году по итогам Кубка мира она заняла 5-е место. Вопреки ожиданиям, она продолжила карьеру после второй Олимпиады.

### 2013
В 2013 году по болезни Ривкин снялась с этапа Гран-при в Холоне, но выступила на этапе в Тье, заняв 5-е место в многоборье и завоевав бронзовую медаль в финале с мячом. На этапе в Пезаро заняла 4-е место в многоборье и снова завоевала бронзу в упражнениях с мячом, в Софии вместе с болгаркой Сильвией Митевой завоевала серебряную медаль в тех же упражнениях с мячом, в Минске на этапе Кубка мира — обладательница бронзовой медали в упражнениях с обручем и 7-я в многоборье. В Вене на чемпионате Европы заняла 6-е место в упражнениях с обручем и 7-е с мячом, а на летней Универсиаде в Казани — 5-я в многоборье. Чемпионка Маккабиады в Иерусалиме в многоборье. На финальном этапе Кубка мира в Санкт-Петербурге — 11-я в многоборье, на чемпионате мира — 10-я в многоборье. По итогам выступлений в Кубке мира заняла итоговое 10-е место.

### 2014
Нета Ривкин начала 2014 год с выступления в Москве на Гран-при, заняв 8-е место в многоборье. Затем она завоевала бронзовую медаль в многоборье на Гран-при в Тье и вышла в четыре финала с отдельными предметами, позже на этапе Кубка мира в Дебрецене заняла 5-е место в многоборье, в Штутгарте — 10-е место в многоборье и попала в несколько финалов (4-е место с булавами и лентой, 8-е с обручем).
На Гран-при в Холоне Нета стала 4-й в многоборье и вышла в четыре финала: вместе с Маргаритой Мамун одержала победу в упражнениях с обручем, завоевала серебряные медали с булавами и мячом, а также бронзовую медаль в упражнениях с лентой. Этап Кубка мира в Пзеаро оставил Ривкин на 10-м месте в многоборье. С 22 по 24 мая Ривкин выступила на этапе Кубка мира в Ташкенте, где стала 4-й в многоборье и вышла во все финалы в отдельных видах, но завоевала только бронзу с обручем. В Минске она заняла 11-е место на этапе Кубка мира. С 10 по 15 июня выступила на чемпионате Европы и заняла 4-е место с результатом в 71.599 баллов, отстав от бронзовой медалистки Анны Ризатдиновой всего на 0.050 балла. Протест делегации Израиля на результаты был отклонён.
В Казани на этапе Кубка мира она заняла 7-е место в многоборье с результатом в 69.350 баллов и вышла в три финала. С 22 по 28 сентября выступала на чемпионате мира и с командой заняла 4-е место (в составе выступали также Виктория Вайнберг-Филановски и Мартина Поплински), в многоборье стала 9-й. С 1 по 3 ноября участвовала в Гран-при в Брно и завоевала серебряную медаль в многоборье, а с 14 по 16 ноября в Гран-при в Инсбруке в финале завоевала серебряную медаль в многоборье и в упражнениях с обручем. По итогам сезона 2014 года стала 10-й в Кубке мира.

### 2015
В 2015 году Ривкин заняла 5-е место на Гран-при в Москве в многоборье и вышла в три финала: в соревнованиях с обручем взяла бронзовую медаль (4-е место с мячом, 5-е место с булавами). С 13 по 15 марта во время Кубка Барселоны завоевала бронзу в многоборье, на Гран-при в Тье также стала обладательницей бронзы в многоборье, но добавила к этому победу в упражнениях с обручем, серебро с мячом и бронзу с булавами. С 27 по 29 марта участвовала в этапе Кубка мира в Лиссабоне, став 7-й в многоборье и 8-й в упражнениях с мячом, но взяв серебряную медаль в упражнениях с лентой. С 10 по 12 апреля участвовала в Кубке мира в Пезаро и заняла 13-е место в многоборье: результат был снижен из-за ошибки в упражнении с лентой. С Викторией Вайнберг-Филановски выступила на чемпионате Европы 2015 года и заняла 4-е место в командном первенстве, в финале с булавами стала 6-й, в финале с мячом — 7-й.
На этапе Гран-при в Холоне Ривкин стала 4-й в многоборье и завоевала также бронзовые медали в упражнениях с обручем и мячом. С 22 по 24 мая выступала на этапе Кубка мира в Ташкенте и заняла 6-е место в многоборье, выйдя в три финала. На Гран-при в Берлине стала 4-й в многоборье с результатом в 71.350 баллов и завоевала серебряную медаль в финале упражнений с мячом. С 15 по 21 июня выступала на первых Европейских играх, где стала 10-й в многоборье, 5-й с мячом, 6-й с лентой и выиграла бронзовую медаль в упражнениях с обручем. В августе на этапе Кубка мира в Будапеште стала 14-й в многоборье и вышла только в финал с обручем, где стала 7-й. На следующем этапе в Софии стала 10-й в многоборье и вышла в финалы с обручем и булавами, став 8-й в каждом из них.
В Казани на этапе Кубка мира Нета стала 7-й в многоборье и вышла в финалы с обручем и булавами. С 9 по 13 сентября участвовала в чемпионате мира в Штутгарте, выступая с Викторией Вайнберг-Филановски и Линой Ашрам в командном первенстве и став 4-й. Заняла 6-е место в финале с мячом и 8-е в финале с обручем, в финале многоборья стала 7-й с результатом в 70.974 баллов. По итогам Кубка мира стала 10-й.

### 2016
В 2016 году Ривкин начала свой сезон с Гран-при в Москве, заняв 17-е место в многоборье. На этапе Кубка мира в Эспоо, проходившем с 26 по 28 февраля, заняла 5-е место в многоборье, а также стала 5-й с обручем и лентой, 6-й с мячом и 8-й с булавами. На этапе Кубка мира в Лиссабоне, прошедшем с 17 по 20 марта, Ривкин впервые стала призёром в многоборье, завоевав бронзовую медаль. С 13 по 15 мая выступала на Кубке мира в Ташкенте и стала 4-й в многоборье, набрав 71.350 баллов. Из-за вылета ленты за ковёр она вышла только в три финала, где стала обладательницей серебряной медали с мячом, бронзовой медали с обручем и заняла 8-е место с булавами.
На этапе Кубка мира в Минске Ривкин стала 5-й в многоборье, но повредила лодыжку и не поехала на чемпионат Европы, уступив своё место Линой Ашрам. С 22 по 24 июля выступала на этапе Кубка мира в Баку и с результатом в 71.200 баллов заняла 7-е место, завоевав заодно бронзовую медаль в финале с мячом и став 4-й в упражнениях с лентой. В возрасте 24 лет Ривкин выступила на своей третьей Олимпиаде, став знаменосцем сборной Израиля на церемонии открытия Игр в Рио-де-Жанейро. В многоборье она выступила неудачно: после упражнения с мячом она набрала 17.866 баллов и занимала 6-е место из 25, но в последующих двух видах программы выронила обруч и ленту, став только 13-й с результатом в 69.223 баллов и даже не попав в резерв квалификации
Итоговым результатом сезона 2016 года стало 7-е место в Кубке мира. После завершения Олимпийских игр Нета официально ушла из художественной гимнастики, отказавшись от планов участия в дальнейших чемпионатах мира и Европы. О своих тренировках Нета говорила, что ей приходится тратить 270 часов на тренировках ради выступления длительностью 90 секунд, в то время как среднестатистический офисный работник тратит в месяц 180 часов на работу.

### 2017
Нета Ривкин проводит регулярно мастер-классы для юных гимнасток. 6 июля 2017 года участвовала в церемонии зажжения огня Маккабиады. Состоит во главе комиссии спортсменов при Олимпийском комитете Израиля.

## Результаты на Олимпиадах
| Год  | Соревнование | Место  | Музыка                                | Предмет    | Финал   | Квалификация |
| ---- | ------------ | ------ | ------------------------------------- | ---------- | ------- | ------------ |
| 2012 | Олимпиада    | Лондон |                                       | Многоборье | 109.000 | 108.900      |
| 2012 | Олимпиада    | Лондон | Arez by Stanislav Zeltser             | Лента      | 27.000  | 27.725       |
| 2012 | Олимпиада    | Лондон | Adios by Stanislav Zeltser            | Мяч        | 26.850  | 26.200       |
| 2012 | Олимпиада    | Лондон | Arabica/Toro-Koko, Pek-Pek by Didulya | Обруч      | 27.350  | 27.450       |
| 2012 | Олимпиада    | Лондон | Joke Tango by Stanislav Zeltser       | Булавы     | 27.800  | 27.525       |